# 恩讷珀-鲁尔县
恩讷珀-鲁尔县（Ennepe-Ruhr-Kreis）是德国北莱茵-威斯特法伦州中部的一个县，隶属于阿恩斯贝格行政区，首府施韦尔姆。

## 地理
恩讷珀-鲁尔县与马克县、上贝格县、梅特曼县、波鸿市、多特蒙德市、哈根市、伍珀塔尔市和埃森市相邻。